# Parti communiste du Kazakhstan (Union soviétique)
Ne doit pas être confondu avec Parti communiste du Kazakhstan.
Le Parti communiste du Kazakhstan (en kazakh Қазақстан Коммунистік партиясы, Qazaqstan Kommounistik partiasy ; en russe Коммунистическая партия Казахстана, Kommounistitcheskaï partia Kazakhstana) était le parti dirigeant et le seul parti autorisé au sein de la République socialiste soviétique kazakhe.

## Origine
Le Parti communiste du Kazakhstan est fondé en 1936, quand le Kazakhstan devient une république de l'Union soviétique.
Il constitue une branche du Parti communiste de l'Union soviétique jusqu'à la dislocation de l'URSS.
Le 24 avril 1990, l'art. 6 de la Constitution de la RSS du Kazakhstan, qui est la disposition portant sur le monopole du pouvoir par le Parti communiste du Kazakhstan, a été abrogée.

## Restructuration post-soviétique
Le 18e Congrès du Parti communiste du Kazakhstan, tenu le 7 septembre 1991, a décidé de dissoudre le parti. Le Parti socialiste (en) a été créé sur sa base,. Noursoultan Nazarbaïev, président du parti, démissionne après l'échec du putsch d'août à Moscou. Des membres mécontents de l'ancien Parti communiste ont recréé le Parti communiste du Kazakhstan en octobre 1991 lors du 19e Congrès du parti.

## Premiers secrétaires
| Nom                        | Début            | Fin               |
| -------------------------- | ---------------- | ----------------- |
| Filipp Goloshchyokin (en)  | 19 février 1925  | 12 septembre 1933 |
| Levon Mirzoyan (en)        | 5 décembre 1936  | 3 mai 1938        |
| Nikolaï Skvortsov (en)     | 3 mai 1938       | 4 septembre 1945  |
| Joumabaï Chaïakhmetov (en) | 4 septembre 1945 | 6 mars 1954       |
| Panteleïmon Ponomarenko    | 6 mars 1954      | 8 mai 1955        |
| Léonid Brejnev             | 8 mai 1955       | 6 mars 1956       |
| Ivan Iakovlev              | 6 mars 1956      | 26 décembre 1957  |
| Nikolaï Beliaïev (en)      | 26 décembre 1957 | 19 janvier 1960   |
| Dinmoukhammed Kounaïev     | 19 janvier 1960  | 26 décembre 1962  |
| Ismaïl Ioussoupov (en)     | 26 décembre 1962 | 7 décembre 1964   |
| Dinmoukhammed Kounaïev     | 7 décembre 1964  | 16 décembre 1986  |
| Guennadi Kolbine (en)      | 16 décembre 1986 | 22 juin 1989      |
| Noursoultan Nazarbaïev     | 22 juin 1989     | 28 août 1991      |